# Reocín
Reocín és un municipi de la Comunitat Autònoma de Cantàbria. Limita al nord amb Alfoz de Lloredo i Santillana del Mar, a l'oest amb Cabezón de la Sal, al sud amb Mazcuerras i Cartes i a l'est amb Torrelavega.

## Localitats
- Barcenaciones, 166 hab.
- Caranceja, 275 hab.
- Cerrazo, 466 hab.
- Golbardo, 182 hab.
- Helguera, 662 hab.
- Puente San Miguel (Capital), 3.081 hab.
- Quijas, 724 hab.
- Reocín, 65 hab.
- San Esteban, 103 hab.
- Valles, 409 hab.
- La Veguilla, 492.
- Villapresente, 1.077 hab.

## Demografia
| 1900  | 1910  | 1920  | 1930  | 1940  | 1950  | 1960  | 1970  | 1980  | 1990  | 2000  | 2005  |
| ----- | ----- | ----- | ----- | ----- | ----- | ----- | ----- | ----- | ----- | ----- | ----- |
| 2.751 | 3.068 | 3.358 | 4.139 | 4.607 | 5.112 | 6.813 | 6.836 | 6.956 | 6.507 | 6.900 | 7.434 |

Font: INE

## Administració
| Eleccions municipals, 25 de maig de 2003 |      |        |          |
| Partit                                   | Vots | %      | Regidors |
| PP                                       | 1972 | 37,99% | 6        |
| PSOE                                     | 1862 | 40,24% | 6        |
| PRC                                      | 572  | 11,67% | 1        |

| Eleccions municipals, 27 de maig de 2007 |      |        |          |
| Partit                                   | Vots | %      | Regidors |
| PSOE                                     | 2116 | 40,26% | 6        |
| PP                                       | 1608 | 30,59% | 4        |
| PRC                                      | 780  | 14,84% | 2        |
| RCI                                      | 533  | 10,14% | 1        |